# کیم دونگ هی (بازیگر، زاده ۱۹۹۵)
کیم دونگ هی (کره‌ای: 김동휘؛ زادهٔ ۲۶ دسامبر ۱۹۹۵) بازیگر اهل کره جنوبی است. از فیلم‌ها یا برنامه‌های تلویزیونی که وی در آن نقش داشته است می‌توان به غریبه، گمشده: آن سوی دیگر و معامله اشاره کرد.